# 햄

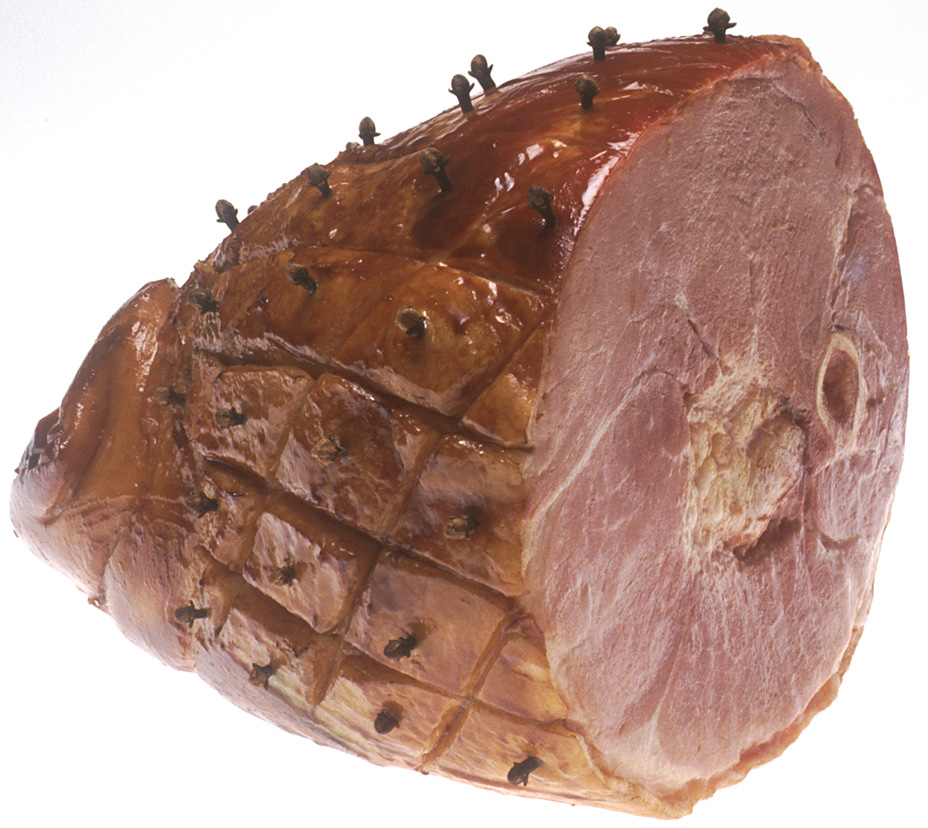
통햄의 모습.

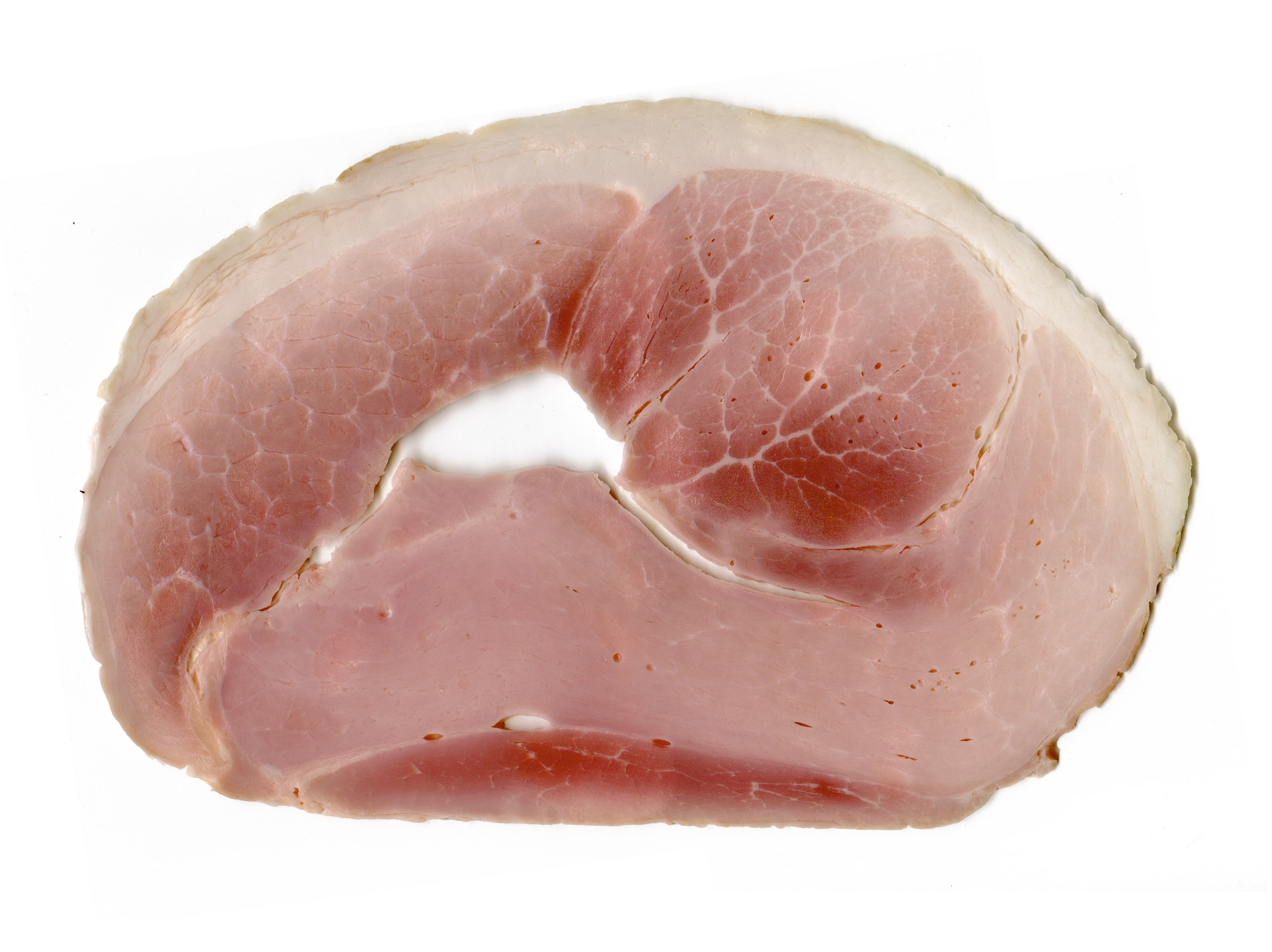
얇게 자른 햄의 모습.

햄(Ham)은 돼지나 멧돼지 따위의 고기를 위해 도살된 짐승의 넓적다리나 엉덩이살, 그리고 이를 소금에 절인 후 훈연하거나 훈연하지 않고 가공한 보존 식품을 가리킨다. 또한 현대에는 웬만한 부위의 돼지고기를 소금에 절인 후, 훈연하여 가공한 것을 모두 햄이라고 부르고 있다. 익히지 않고 염지한 생햄과, 열에 익혀 만든 익힌 햄으로 나눌 수 있다.

## 개요
햄은 최초 등장 후부터 여러 가지 가공 방법으로 발전해왔으나, 오늘날 많은 국가에서 '햄'이라는 의미가 특정한 정의를 갖고 법령에 의해 보호되고 있다. 미국에서는 연방 규정집 (the Code of Federal Regulations,CFR)에서 "햄이란 여느 동물의 종을 나타내는 접두사가 없이 단지 돼지의 뒷다리 만을 사용한 것을 표시하여야 한다."고 되어있다.
대한민국에서는 한국산업표준에 의하면 축산물가공품에 속한 "햄류"로 되어 있으며 표준번호 KS H 3102 로 분류되어 있다.  돼지고기를 부위에 따라 분류하여 염지한 후 훈연 또는 열처리한 것이거나 고기에 다른 식품 또는 식품첨가물을 첨가한 후 가공한 것을 가리키고 있다.
햄은 염지 후 훈연 과정을 거치는 특성상 보존성이 우수하다. 다른 고기에 비해 가열할 필요가 없고 부담감이 적어 전채 요리에 사용되거나 샐러드, 샌드위치의 재료 등으로 사용된다.

## 역사
돼지고기를 가공하여 햄으로 만드는 역사는 매우 오래되었다. BC 1000년경에 그리스에서 훈연하거나 소금에 절인 고기가 만들어졌으며, 이는 호메로스의 시에서도 기록되어 있다.
로마시대에서는 연희의 목적이나, 원정군의 휴대 식량으로도 사용되었으며, BC 160년에 대 카토가 기록한 De Agri Cultura에서 '햄의 영장'에 관한 기록이 있다.
일부에서는 중국에서 원시적인 경화 햄이 최초로 등장했다고 주장하기도 하며, 현재에도 중국 안휘성 황산 지방에서도 햄 유사한 것을 만들어 먹기도 한다. 향신료를 절여놓은 돼지 다리를 집 마당에 나무로 틀을 만들어 걸어놓아 말린 후 먹는다. Larousse Gastronomique에서는 갈리아가 기원이라고 주장하지만, 로마 시대에 햄의 원형이 등장한 것을 정설로 여기고 있다. 마르쿠스 테렌티우스 바로의 글에서는 갈리아에서 수입할 물품에 포함되어 있었다고 한다.
이후 유럽의 여러군데에 퍼져나가면서 가내공업적으로 발달하여, 근대에 와서 대규모적인 공장공업으로까지 발전하였다.

## 만드는 과정

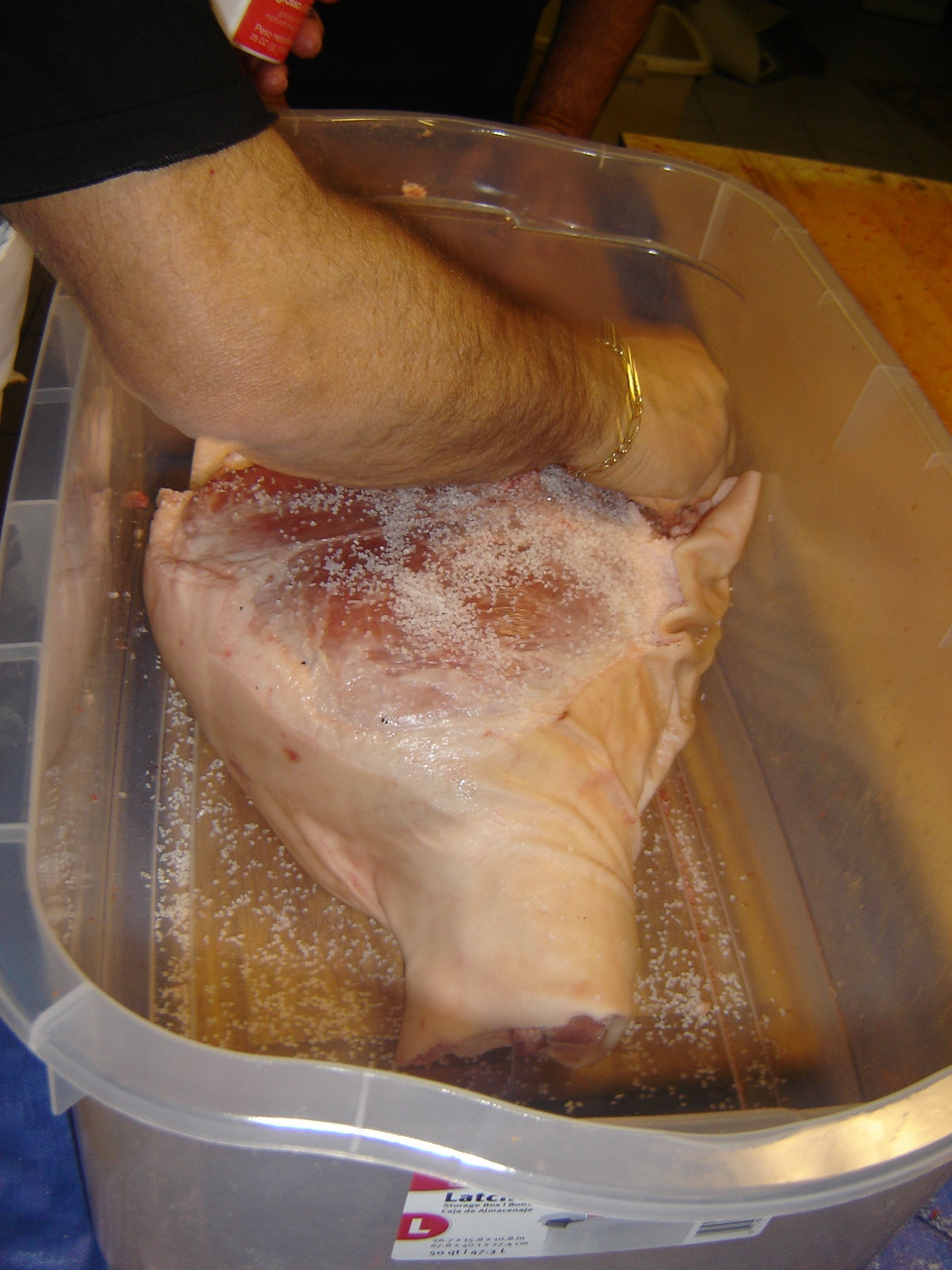
건염법

먼저 돼지고기를 필요한 만큼의 크기로 잘라내고, 고기의 혈액과 액즙을 제거하기 위해 육량의 2~4%의 소금, 0.2~0.4%의 질산칼륨을 고기 표면에 문지른 후 5℃정도의 온도에서 약 5일간 숙성시킨다. 숙성이 끝난후 소금에 절여 염지하는데, 여기서 건염법과 습염법이 있다. 
- 건염법: 프레스햄 등에 많이 쓰이며, 아질산 및 질산나트륨 또는 칼륨염과 같은 발색제를 섞은 소금을 직접 고기에 뿌리는 방법이다.
- 습염법: 습염범은 염수법이라고도 하며, 발색제와 설탕 등을 가한 소금물에 고기를 담근다. 고기는 약 3~14일 정도 소금물에 잠긴채 유지해야하고, 소금물의 성분 분리를 방지하기 위해 주기적으로 교반한다.[6]
- 훈제: 소금에 절인 후 훈연할 때 본인햄과 본레스햄은 바로 훈연을 하나, 다른 햄은 가열 후에 훈연한다. 햄의 훈연과정에서 연기 속에 포함된 알데히드류(aldehydes)나 페놀류(phenols)가 고기 속에 침투하여 방부 효과가 증가되면서 독특한 풍미를 가진다. 훈연이 끝난 후 70℃에서 2~3시간 가열하여 남은 유해미생물을 살균한 후 포장을 한다.

## 종류별 햄

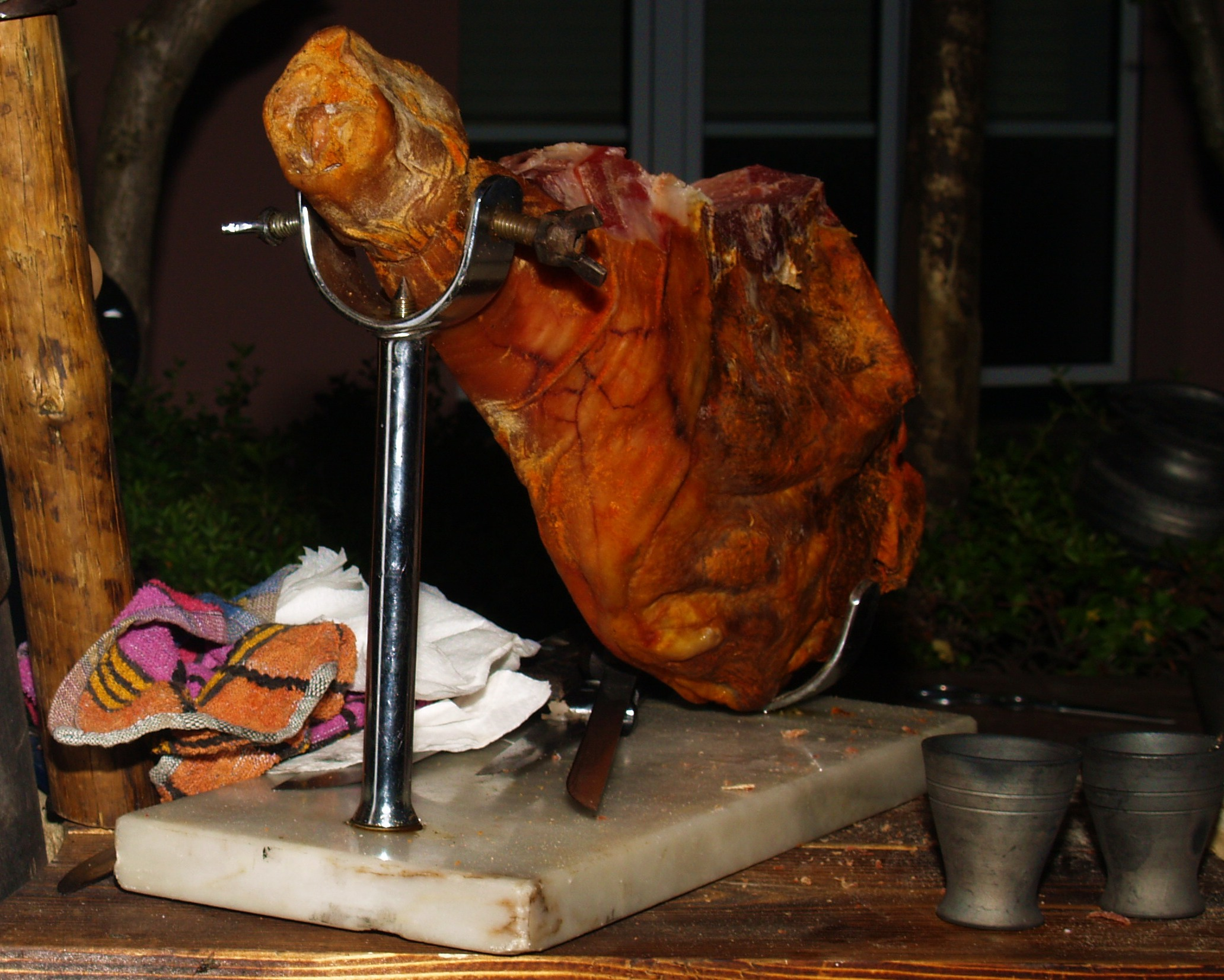
포르투갈식 햄

햄의 종류로는 본인햄, 본레스햄, 로스햄, 숄더햄, 안심햄, 피크닉햄, 프레스햄, 혼합프레스햄이 있으며 한국산업규격(KS)에서는 다음과 같이 햄을 4종류로 분류하고 있다.
- 본인 햄(bone in ham): 돈육의 넓적다리 부위를 뼈가 있는 그대로 정형하여 조미료, 향신료 등으로 염지시킨 후 훈연하여 가열하거나 또는 가열하지 않은 것. 서양에서 햄은 보통 이것을 가리킨다. 써는 방법에 따라서 쇼트컷과 롱컷이 있다.
- 본레스 햄(boneless ham): 돈육의 넓적다리 부위에서 뼈를 제거하고 정형하여 조미료, 향신료 등으로 염지시킨 후 케이싱 등에 포장하거나 또는 포장하지 않고, 훈연하거나 또는 훈연하지 않고, 수증기로 찌거나 끓는 물에 삶은 것. 훈연하지 않는 경우 보일드햄이라고 부르기도 한다.
- 로스 햄(roast ham): 돈육의 등심 부위를 정형하여 조미료, 향신료 등으로 염지시킨 후 케이싱 등에 포장하거나 또는 포장하지 않고, 훈연하거나 또는 훈연하지 않고, 수증기로 찌거나 끓는 물에 삶은 것. 햄 표면에 지방층이 하얗게 덮여 있다.
- 숄더 햄(shoulder ham): 돈육의 어깨 부위를 정형하여 조미료, 향신료 등으로 염지시킨 후 케이싱 등에 포장하거나 또는 포장하지 않고, 훈연하거나 또는 훈연하지 않고, 수증기로 찌거나 끓는 물에 삶은 것.

이외에 다른 종류 및 나라별로 유명한 햄은 아래와 같다.
- 벨리 햄 : 돈육의 뱃살 부위를 사용하여 로스햄과 동일하게 만든다.
- 락스 햄(Lachs ham) : 등심, 어깨, 넓적다리 등을 훈연 과정만 거치고 가열하지 않은 생햄. 락스(Lachs)는 독일어의 '연어'라는 의미인데 연어색과 닮은 선홍색을 띄기 때문에 붙여졌다.
- 프레스 햄 : 일본에서 제작된 것으로 돼지 고기 이외에 다른 고기들을 갈아 섞어서 조미료, 식품 첨가물, 향신료, 녹말가루 등을 첨가하여 성형하여 가열하여 만든 저급 햄.
- 아르덴 햄(Jambon d'Ardenne): 벨기에, 프랑스, 룩셈부르크에 걸쳐진 숲 지대인 아르덴에서 발달한 햄으로 소금 및 향신료에 절이고, 훈제 과정을 거치면서 서서히 숙성시킨다.
- 하몬(Jamón): 스페인식 전통 햄.
  - 세라노 햄(jamón serrano): 스페인 산악지방에서 발달한 햄으로 돼지고기를 소금에 절여서 공기 중에 말린 햄이다.
- 프로슈토(Prosciutto) : 향신료가 많이 든 이탈리아 햄
  - 파르마 햄(Prosciutto di Parma) : 파르미자노 레자노 치즈로 유명한 이탈리아 북쪽 에밀리아로마냐 주의 파르마에서 생산되는 햄으로 양념을 해서 소금을 절인 다음 공기에서 1년 이상 말려 숙성시킨다.

## 관련 그림

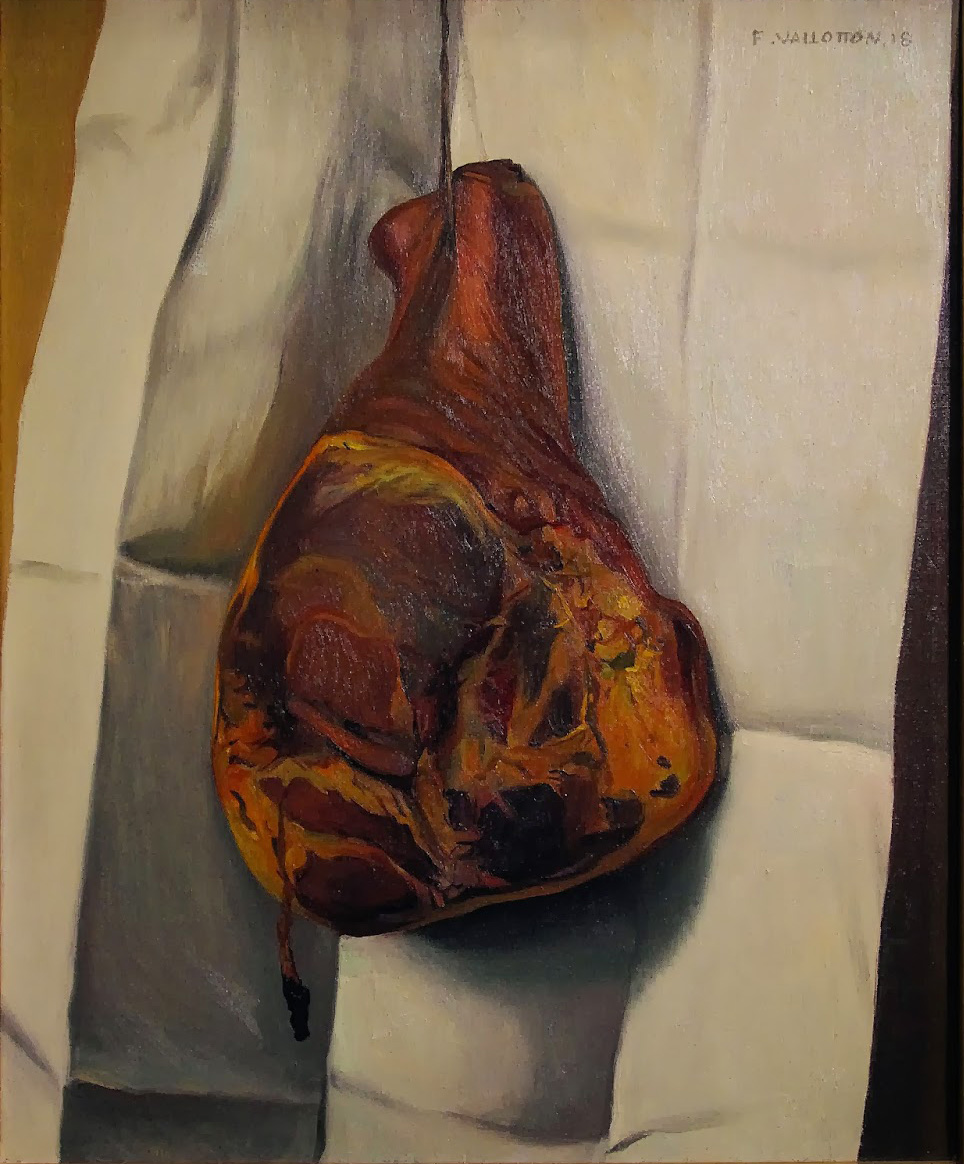
Le jambon (Félix Vallotton, 1918).
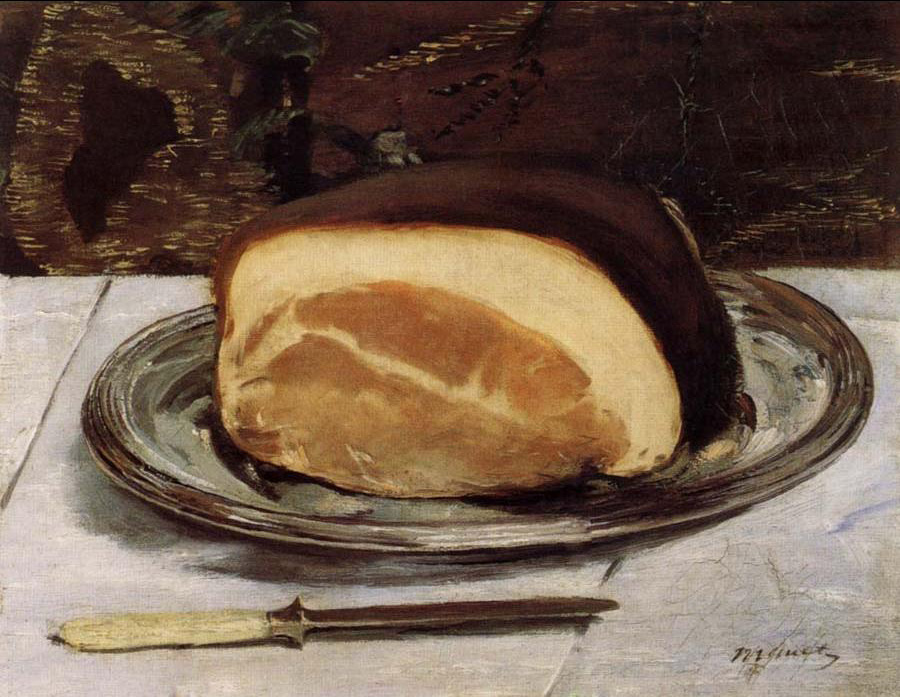
Le jambon (Édouard Manet, c. 1875).
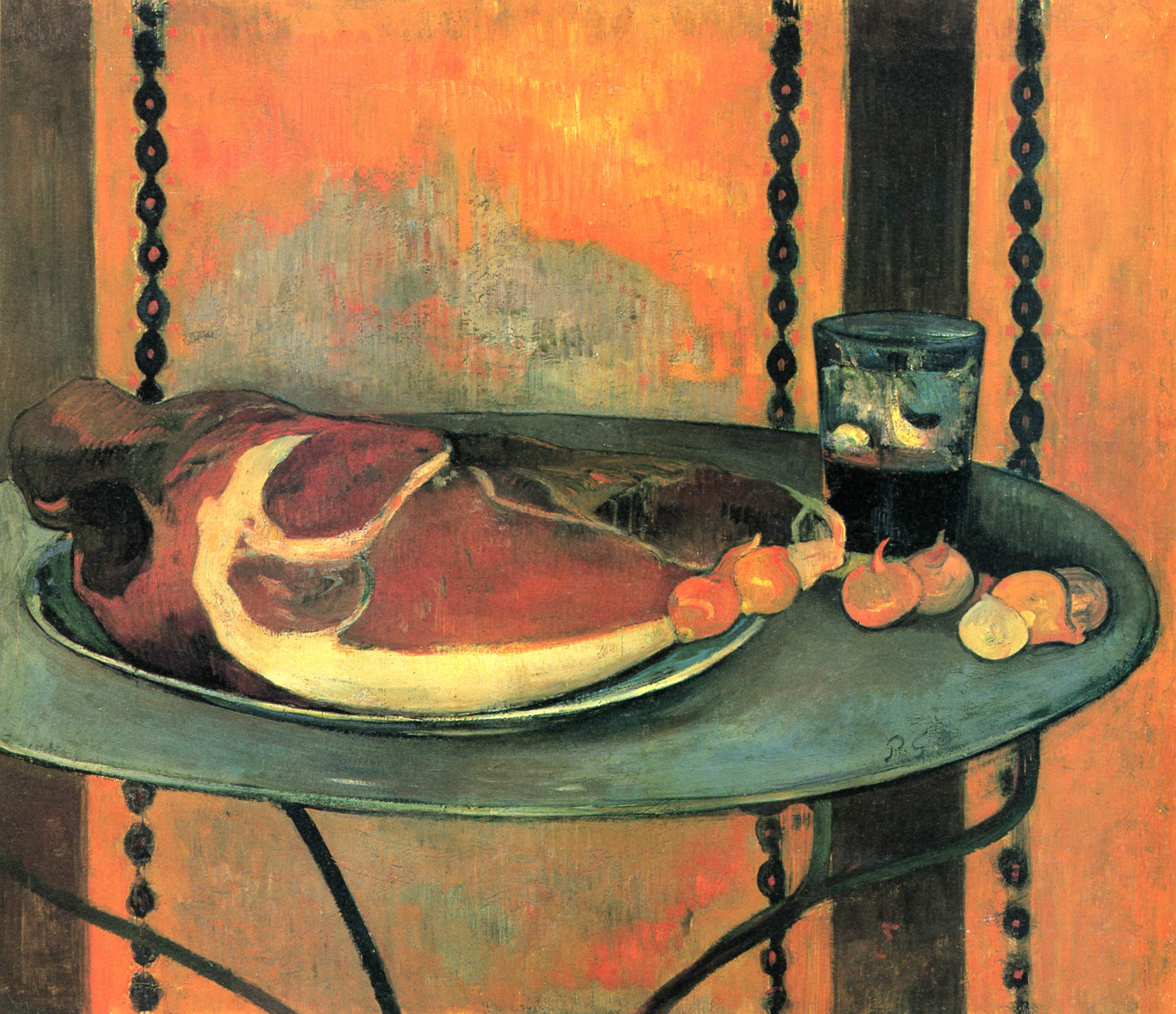
Le jambon (Paul Gauguin, 1889).

## 같이 보기
- 소시지
- 베이컨
- 스팸